# まんがホーム
『まんがホーム』は、芳文社発行の4コマ漫画雑誌。創刊号は1987年12月号（1987年11月3日発売）で、現在は原則として毎月2日に発売されている（ただし、地域によっては発売日が異なることがある）。B5判、中綴じ。

## 記念号
- 1987年11月、1987年12月号を以って発売開始（創刊号）
- 1996年02月、1996年03月号発売を以って通算100号達成
- 2004年06月、2004年07月号発売を以って通算200号達成
- 2012年10月、2012年11月号発売を以って通算300号達成
- 2021年02月、2021年03月号発売を以って通算400号達成

## 特徴・内容の傾向
- ほとんどのページの左上欄外には「笑顔は幸せ家族の愛言葉」、目次ページには「明るい家庭には4コマまんが」などと記されている。
- 2008年ごろより、表紙に「あっとホームまんがホーム」「HOTするときまんがホーム」等の、誌名入りキャッチコピーが記されていることがある。
- 1988年12月号から1997年7月号まで、「女流新人4コマまんが展」を行っていた。本企画を経た作家には、丹沢恵、ともびきちなつ、野中のばら、新田にに子、なりたもえこ、富永ゆかり、森村あおい、小池田マヤ、関根亮子などがいる。
- 2018年4月号をもって『まんがタイムジャンボ』が、同年5月号を以って『まんがタイムファミリー』が相次いで休刊となったため、本誌を含めた残存する系列誌への移籍・統合が行われた[1][2]。

## 現在連載されている作品
（2025年8月号現在、連載期間の長い順）
- 孔明のヨメ。（杜康潤、2011年1月号 - ） - 2014年7月号より目次4コマを併載
- うちの秘書さま（ミナモ、2012年12月号 - [注釈 1]、ゲスト扱い[注釈 2]） - 連載開始以来、現在まで一貫してゲスト扱いである関係上、連載期間が10年に及ぶ古参の作品であるにも拘らず、単行本・電子書籍ともに商品化されていない。連載期間が10年以上に及び、休載が殆どない作品（本作は都合3回）で、一貫してゲスト扱いかつ商品化されていない作品は本誌の歴史上、本作のみである。[独自研究?]
- 歌詠みもみじ（オオトリキノト、2014年1月号、4月号、6月号、10月号 - 2015年2月号、4月号、6月号 - 、ゲスト扱い）- 『まんがタイムオリジナル』でもゲスト掲載
- もんもん（熊野みみ、2015年10月号 - [3][4][5] 、ゲスト扱い） - 休載が多く、初掲載以降、年間皆勤掲載を達成したことは一度も無い。[独自研究?]最長休載期間は2016年2月号 - 2017年9月号で、1年8ヶ月間に及んでいる。
- スナックあけみでしかられて（松田円、2016年6月号（6 - 7月号はゲスト扱い） - ） - [注釈 3]
- 座敷童子あんこ（エミリ、2016年10月号 - 、ゲスト扱い）
- 恋はリベンジのあとで（辻灯子、2020年1月号 - ゲスト扱い）
- 天下分け目の小早川くん（真田寿庵、2020年7月号 - ）
- カワイイだけでは飼えません 〜さくらば動物病院カルテ〜（とみた黍、2022年10月号 - ）
- 独りじゃない一人暮らし（おぐりイコ、2023年2月号 - ）
- ガチ恋カウント2.9（天海杏菜、2023年9月号 - ）
- サレ妻お江戸リコカツ録（梶井スパナ、2023年11月号 - ）
- はなまるゲーセン飯!!（茜りう、2023年11月号 - ）
- ごちそうさまは二丁目で（町田マーチ、2024年1月号 - ）
- かわいいユミくんとオドオド尾堂くん（プルちょめ、2024年8月号 - ゲスト扱い[6]）
- へなちょこお嬢さん世話焼きオネェさん（なつふじ雲、2024年8月号 - ）
- 彼女たちのツモる話（安堂ミキオ、2024年10月号 - ）
- スター・それから・モンスター！（宮成樂、2025年3月号 - ）
- 農大女子は億万長者の夢を見る（羽鳥まりえ、2025年8月号 - ）

### 長期休載中の主な作品
- ひいばぁチャチャチャ! （久保田順子、2006年5月号 - 2010年1月号 - 休載[注釈 4]）
- ふつつか文香さん （山田ヒツジ、2011年10月号（10 - 12月号はゲスト扱い） - 2012年9月号 - 休載）
- 警戒少女いちごちゃん （橘りた、2014年5月号 - 9月号ゲスト、2015年1月号 - 10月号 - 休載）

## 過去に連載されていた主な作品
（連載開始号の古い順）
- ふるさとの四季 （さのまこと、19XX年X月号 - 2008年3月号）
- オーイはちべえ （鵜飼U子、1987年X月号 - 2002年X月号）
- ぼくんちのアイドルひろみちゃん （なりゆきわかこ、1987年X月号 - 2002年12月号） - 計3誌で並行連載
- 好きだヨンたーくん （ともびきちなつ、1990年X月号 - 1995年X月号）
- ごめんあそばせ （丹沢恵、1994年1月号 - 2010年7月号）
- うちの母親待ったなし （秋吉由美子、1995年10月号 - 2007年3月号） - 『まんがタイムジャンボ』でも連載
- しましまハムスター （湯川かおる、1998年11月号 - 2000年4月号）
- プリティ・ママがライバル! （吉田美紀子、1999年2月号 - 2006年9月号）
- おきらくママ （新田朋子、1999年10月号 - 2011年1月号）
- サラダ日和♪ （富永ゆかり、1999年11月号 - 2000年4月号）
- もっと!夫婦な生活 （おーはしるい、1999年11月号 - 2018年6月号）- 当初『ご夫婦ダイアリー』、間もなく改題し2012年4月号までは『夫婦な生活』、『まんがタイムジャンボ』・『まんがタイムオリジナル』・『まんがタイム』でも連載
- ぼくの彼女はウエートレス （重野なおき、2000年1月号 - 2004年4月号）
- 青木医院へ行こう! （大沢たけし、2002年X月号 - 2004年3月号）
- あかるい夫婦計画  （井上トモコ、2002年2月号 - 2009年1月号、6月号 - 2012年4月号）- 『まんがタイムオリジナル』で継続
- おねがい朝倉さん （大乃元初奈、2002年4月号 - 2005年X月号）
- 他人どんぶり （秦泉寺こまき、2002年8月号 - 2006年8月号）
- 大丈夫です! サクセス社 （柳田直和、2003年2月号 - 2005年8月号）
- ひだまり家族 （ほへと丸、2003年2月号 - 2006年8月号）
- えきすとら以蔵 （こだま学、20XX年X月号 - 2010年1月号）
- らいか・デイズ（むんこ、2003年9月号 - 2024年9月号）- 『まんがタイムオリジナル』でも連載
- みおにっき （荒井チェリー、2004年3月号 - 2006年2月号）
- 愛犬うめのはな （南ひろこ、XXXX年X月号 - 2008年1月号）
- おかあさんがいっしょ! （木村和昭、2005年7月号 - 2012年8月号、2013年6月号 - 2018年4月号）- 当初の『おかあさんがいっしょ』（並行連載していたまんがタイムファミリーでは終了）から再開時に改題
- ママはアイドル （柳田直和、2005年9月号 - 2010年6月号）
- ダイの空 （湯川かおる、2006年1月号ゲスト、2006年3月号 - 2010年5月号） - ストーリー形式
- インスタントエンジェル天子様が来る! （安堂友子、2006年4月号（4-6月号はゲスト扱い） - 2012年8月号）- 『まんがタイム』で継続
- さくらんぼ。 （芳原のぞみ、2006年7月号ゲスト、9月号 - 2007年10月号、2008年11月号、2009年1月号 - 2012年1月号）
- ヨメけん （ほへと丸、2006年8月号 - 2009年8月号）
- ただいま勉強中 （辻灯子、2006年9月号 - 2007年1月号）
- 月刊びじん倶楽部→カフェDEびじん （うえだのぶ、2006年10月号 - 2011年1月号）- エッセイ漫画
- ギフコン - Gift Concierge. （胡桃ちの、2006年10月号 - 2012年11月号）
- メルヘン父さん （吉田美紀子、2006年11月号（11月号はゲスト扱い） - 2012年9月号）
- 恋愛ラボ （宮原るり、2006年11月号（11月号はゲスト扱い） - 2010年9月号） - まんがタイムスペシャルで継続、2010年10月号 - 11月号にストーリー形式の「特別編」を掲載
- 恋に鳴る （山名沢湖、2006年より年2回程度不定期掲載、 2010年8月号 - 2013年4月号の偶数月号に隔月連載、2011年5月号、2012年9月号にゲスト掲載あり） - ストーリー形式
- くるりん! （松本蜜柑、2007年1月号 - 2008年3月号）
- C・Q・Q （三田直槻、2007年1月号 - 2008年9月号）
- あんよ♥ （秋吉由美子、2007年7月号 - 2011年1月号）
- はなたま （御形屋はるか、2007年1、4、7月号ゲスト、9月号 - 2010年9月号（隔月連載））
- ハイファイブ （八木ゆかり、2007年2月号 - 2008年2月号）
- ちま☆チェリ （魚屋めめ、2007年3月号 - 2008年2月号）
- てんたま。 （豊田アキヒロ、2007年2月号 - 2009年9月号）
- もののふことはじめ （神堂あらし、2007年3月号 - 2009年3月号（隔月連載））
- 大江戸とてシャン （森島明子） 2007年3月号 - 2010年2月号）
- （目次4コマ） （宮原るり、2007年11月号 - 2014年6月号）- まんがタイムコレクション再録時には『おはなしあやちゃん。』の題名が付く
- ふぁみにゅ? （夢枕人しょー、2007年12月号 - 2009年11月号）
- （読みきり連載シリーズ） （仙石寛子、2007年12月号 - 2010年1月号、2010年12月号 - 2011年9月号、2012年7月号 - 8月号） - 2007年12月号以後、概ね隔月→2009年9月号以後毎月ペースで掲載
  - 「読みきり連載シリーズ」内中編連載作品
  - 三日月の蜜 （2010年2月号 - 2010年9月号） - 2010年11月号に「特別編」を掲載
  - この果実は誰のもの （2011年10月号 - 2012年5月号）
  - 一番星のそばで （2012年9月号 - 2013年11月号）
- つくしまっすぐライフ! （松田円、2008年2月号 - 2013年3月号（2010年10月号以前は偶数月号、2011年9月号以後2012年9月号以前は奇数月号に隔月連載））- 『まんがタイムきららキャラット』より転籍
- ちまさんちの小箱 （ふかさくえみ、2008年5月号 - 2010年1月号）
- イエス・マスター! （松本蜜柑、2008年5月号 - 7月号ゲスト、2008年9月号 - 2010年1月号）
- OHでりしゃす! （ひらふみ、2009年2月号 - 11月号、2011年9月号（ゲスト扱いのまま長期にわたって掲載））
- となりのなにげさん （橘紫夕、2008年3月号、7月号ゲスト、8月号 - 2014年12月号）
- ミライカナイ （永緒ウカ、2009年10月号（10-11月号はゲスト扱い） - 2011年7月号）
- おしのびっつ! （神堂あらし、2009年6月号ゲスト、2009年11月号 - 2012年2月号）
- 東京! （カワハラ恋、2009年8月号ゲスト、2009年11月号 - 2013年2月号）
- 紫乃先生マル美録→紫乃先生〆切前! （王嶋環、2009年10月号 - 11月号ゲスト、2010年1月号 - 2012年5月号） - 2011年1月号より改題
- 天国のススメ!（宮成樂、ゲスト：2009年10月号・2010年2月号・4月号、準レギュラー：[要出典]2010年7月号 - 2012年5月号までの奇数月号、イレギュラー[要出典]：2011年2月号・8月号・2012年6月号、正規掲載：[要出典]2012年8月号 - 2024年8月号[注釈 5]）
- 横浜物語 （こいずみまり、2009年11月号 - 2010年1月号ゲスト、2010年3月号 - 2012年11月号）- 2012年12月号に「特別編」掲載
- おきばりやす （久保田順子、2009年11月号ゲスト、2010年2月号 - 2012年5月号）
- こむぎみっくす （火ノ鹿たもん、ゲスト扱いのまま2010年2-5、7-10月号と多数掲載あり）
- まりかちゃん乙 （ユキヲ、2010年2月号ゲスト、4月号 - 2014年4月号） - 2014年5月号に販促漫画2頁を掲載
- ゆとりの手もかりたい （豊田アキヒロ、2010年2月号（2-4月号はゲスト扱い） - 2011年6月号）
- うのはな3姉妹 （水谷フーカ、2010年4月号（4月号はゲスト扱い） - 12月号（隔月連載）） - 『まんがタイムファミリー』で継続を経て終了、2011年2月号に姉妹の幼少時を描いた『ちびはな3姉妹』を掲載、以後も不定期なゲスト掲載あり
- 変スタイル （水沢あゆむ、ゲスト扱いのまま2010年5月号、7月号 - 11月号、2011年1月号、3月号、8月号 - 10月号、12月号と多数掲載あり）
- あなたなんか大嫌い （しんやそうきち、2010年6月号 - 8月号ゲスト、11月号 - 2011年7月号）
- 笑って!外村さん （水森みなも、2010年6月号（6-8月号はゲスト扱い） - 2011年7月号） - 『まんがタイムスペシャル』で継続
- はっち・ぽっち （高野うい、2010年6月号、9月号、11月号、2011年1月号ゲスト、3月号 - 2014年8月号）
- 椿さん （楯山ヒロコ、2010年9月号ゲスト、11月号 - 2013年3月号）- 『まんがタイムファミリー』で継続、2013年6月号にゲスト掲載
- センセイあのね? （小石川ふに、2010年10月号 - 12月号、2011年2月号ゲスト、3月号 - 2013年8月号）
- そよ風そよさん （櫁屋涼、2011年1月号（1-3月号はゲスト扱い） - 2012年10月号）
- 兄と妹（水沢あゆむ、2011年2月号 - 2012年1月号） - 読者投稿コーナー「HOTしませんか？」に1本ずつ掲載
- うさぎのーと （師走冬子、2011年2月号 - 2012年10月号）- 『まんがタイムラブリー』より転籍
- ただいま独身中 （辻灯子、2011年2月号 - 2014年1月号）- 『まんがタイムラブリー』より転籍
- 腐女子主婦がゆく! BL作家への道 （青沼貴子、2011年6月号 - 2012年7月号） - エッセイ、非4コマ。2013年1月に『青沼さん、BL漫画家をこっそりめざす。』のタイトルでイースト・プレスより単行本化。
- さえずり少女、しんしん鎌倉 （matoba、2011年12月号（12-2012年2月号はゲスト扱い） - 2013年4月号）- 2013年5月号に「特別編」掲載
- 炊飯器少女コメコ （うず、2011年12月号 - 2012年12月号）- 『まんがタイムジャンボ』に統合
- お金さまのつぶやき→マネーちゃんず（今豊太郎、2012年2月号 - 2013年1月号） - 読者投稿コーナー「HOTしませんか？」に1本ずつ掲載、『まんがタイムジャンボ』で本連載継続
- オトナのいろは （あさのゆきこ、2012年2月号 - 4月号ゲスト『あやのさんのお墨つき』を改題、5月号 - 2014年3月号） - 2014年4月号に「特別編」を、2014年5月号に販促漫画2頁を掲載
- シネマちっくキネ子さん （ÖYSTER、2012年9月号 - 2013年1月号ゲスト、2013年3月号 - 2015年8月号）
- ようこそ!オーロラ百貨店 （師走冬子、2012年12月号（12-2013年4月号はゲスト扱い） - 2017年3月号）
- 黒い大家さん （こいずみまり、2013年1月号（1-3月号はゲスト扱い） - 2015年4月号）- 2015年5月号に「特別編」掲載
- 坂の上の職人工房 nest （胡桃ちの、2013年1月号 - 2015年12月号）
- 半熟やおよろず （けんち蛍、2013年2月号 - 2014年1月号、ゲスト扱いのまま終了）
- いぬにほん印刷製版部 （瀬野反人、2013年2月号（2-4月号はゲスト扱い） - 2015年12月号）
- こなみさん家の××なごはん (カワハラ恋、2013年3月号 - 8月号、ゲスト扱いのまま終了）
- 200年の夜と孤独〜おひとりさま吸血鬼〜 （松田円、2013年4月号（4-6月号はゲスト扱い） - 2016年3月号）
- 主任の一ノ瀬さん （楯山ヒロコ、2013年7月号（7-2014年4月号はゲスト扱い） - 2016年7月号）
- マチ姉さんの妄想アワー （安堂友子、2013年9月号（9-2014年6月号はゲスト扱い） - 2018年5月号）
- スカートダーリン （カワハラ恋、2013年10月号（10-12月号はゲスト扱い） - 2015年5月号） - 当初『新宿さんと周りの人々』、2014年5月号より改題
- グランメゾンむらさきばし （南Q太、2013年10月号 - 2016年3月号） - ストーリー形式
- まんがの装丁屋さん （小石川ふに、2014年1月号（1-3月号はゲスト扱い） - 2017年7月号） - 2015年6月号・2016年1月号は番外編『まんがの装丁屋さんちょこっと』、同年10-11月号は同じく『まんがの装丁屋さんの装丁屋さん』との2本立て
- そもそも受付嬢には向いてません! （真田寿庵、2014年2月号 2015年2月号、ゲスト扱いのまま終了）
- 敗者復活戦! （辻灯子、2014年6月号 - 2017年10月号）
- 宇宙ファラオ☆パトラちゃん （ユキヲ、2014年7月号 - 2017年5月号）
- 初恋ヴィンテージ （あさのゆきこ、2014年8月号（8-10月号はゲスト扱い） - 2015年7月号）
- ゆーこさんと魔法のマント（橘紫夕、2015年5月号 - 2016年11月号）
- のちの真田幸村である （真田寿庵、2015年5月号（5-8月号はゲスト扱い） - 2017年9月号）- 2015年10月号は番外編『のちの真田幸村の兄である』、同年11月号は同じく『のちの真田幸村の父である』との2本立て
- つれない教師の落とし方 （あさのゆきこ、2015年11月号 - 2016年6月号）
- よろずや男子 （胡桃ちの、2016年1月号 - 2017年6月号）
- ねーちゃんはぼくが守るっ （いちかわ壱、2016年2月号 - 2018年1月号） - ストーリー形式
- まなびやユーレイ （瀬野反人、2016年2月号 - 6月号ゲスト、8月号 - 2017年8月号）
- けいさつのおにーさん （からけみ、2016年4月号 - 2019年5月号）
- 男子の花園 （南国ばなな、2016年6月号 - 2017年11月号、ゲスト扱いのまま終了）
- マツ係長は女ヲタ（奥十、2016年7月号（7-9月号はゲスト扱い） - 2018年10月号）
- 週末親子（楯山ヒロコ、2017年2月号（2-10月号はゲスト扱い） - 2020年）
- ワカレバ （胡桃ちの、2017年7月号 - 2018年5月号）
- 王子様育成計画（市川なつを、2017年8月号（8-10月号はゲスト扱い） - 2019年1月号）
- 転生したら蘭丸でした （真田寿庵、2017年10月号（10-2018年2月号はゲスト扱い） - 2019年10月号）- 連載終了後の2019年11月号に特別篇
- おんなのおしろ （辻灯子、2018年4月号 - 2019年5月号）
- シロクマはシェーカーを振れません （佐倉色、2018年5月号 - 2018年11月号） - 『まんがタイムファミリー』より移籍
- 広島さん、友達になってください （こみちまい、2018年5月号 - 2019年2月号） - 『まんがタイムファミリー』より移籍
- ふみのさんちの大黒柱 （池田乾、2018年5月号 - 2019年5月号） - 『まんがタイムファミリー』より移籍
- ちっちゃい先輩が可愛すぎる。 （あきばるいき、2018年5月号 - 2019年9月号） - 『まんがタイムファミリー』より移籍。2019年10月より、『ちっちゃい彼女先輩が可愛すぎる。』に改題の上『COMIC FUZ』へ移籍。
- 河原課長とギャル部下ちゃん（おりがみちよこ、2018年2月号（2-5月号はゲスト扱い） - 2020年11月号） - ゲスト時代のタイトルは『いじられ課長とギャル部下ちゃん』
- 菓子男リノベーション（胡桃ちの、2018年6月号 - 2022年11月号）
  - 菓子男リノベーション〜別邸〜（胡桃ちの、2022年12月号 - 2023年7月号）
- キャバ嬢とヒモ猫（一式アキラ、2018年11月号（11月号 - 2019年10月号はゲスト扱い） - 2021年9月号）
- 2年B組オネェ先生（高瀬雛、2019年4月号（4-10月号はゲスト扱い） - 2021年3月号）
- めい be love（いちかわ壱、2019年7月号 - 2021年12月号）
- 吸血鬼くんと死体ちゃん（さーもにずむ、2019年12月号 - 2021年12月号）
- ヲトメは義母に恋してる（桐原小鳥、2020年1月号 - 2024年3月号）
- ぼくの上目遣い（市川なつを、2020年3月号 - 2022年4月号）
- ラブアマ（有村唯、2020年7月号 - 2023年4月号）
- ちくちく推して（瞳ちご、2020年8月号 - 2021年9月号）
- ちっちゃい彼女先輩と同棲します。（あきばるいき、2020年11月号 - 2021年8月号）
- ウメボシオニギリ（よるどん、2021年4月号 - ）
- 若王子主任は後輩ボイスに抗えない!（おりがみちよこ、2021年4月号 - 2024年4月号）
- オレの愛で世界がヤバい（井上とさず、2021年8月号 - 2023年10月号、ゲスト扱い）
- 先輩に推されて仕事になりません!（あしや稚浩、2021年9月号 - 2023年6月号）
- 幽霊さんのための科学的新仮説（いわとびひろ、2021年12月号 - 2023年5月号）
- 俺と式神の主従契約（都ウト、2022年1月号 - 2023年12月号）
- 魔界の愛されCEOは元勇者（さーもにずむ、2022年1月号 - 2024年12月号）
- こんなにカワイイ音瀬くんが女の子のはずがない（田中ぬぬ、2022年5月号 - 2024年7月号、ゲスト扱い）
- あやかしの嫁にほだされてます（ひかり旭、2022年7月号 - 2024年6月号）
- 星乃くんのハートはモフモフに埋もれてる（小神トイ、2023年8月号 - 2024年7月号）
- 煩悩JKとビジュつよ住職（猫川たら子、2024年2月号 - 2025年4月号）

### 過去に断続的にゲスト掲載されていた主な作品
- よゆう酌々 （辻灯子、2011年9月号 - 2014年4月号、『まんがタイムオリジナル』連載）

## 表紙の変遷
4コマ誌においては、他のジャンルの漫画雑誌と異なり、表紙イラストが1名の作家によって複数月連続して担当される、という特徴がある。ここでは、本誌の表紙イラストを担当していた作家・作品と、その担当していた期間を記す。
1. 田中しょう（ばんだい君）（XXXX年X月号 - XXXX年X月号）
2. 野中のばら（ ）（XXXX年X月号 - XXXX年X月号）
3. 田中しょう（ばんだい君）（XXXX年X月号 - XXXX年X月号）
4. 新田朋子（おきらくママ）（XXXX年X月号 - 2005年3月号）
5. むんこ（らいか・デイズ）（2005年4月号 - 2024年9月号）（※2010年1月号は宮原るり（恋愛ラボ）と合同表紙）
6. 杜康潤 - 孔明のヨメ。（2024年10月号 - ）